# Tipula (Lunatipula) angelica
Tipula (Lunatipula) angelica is een tweevleugelige uit de familie langpootmuggen (Tipulidae). De soort komt voor in het Palearctisch gebied.